# Тобиас-Дуесберг, Хелен
Хелен Тобиас-Дуесберг (Helen Tobias-Duesberg; 11 июня 1919, Сууре-Яани — 4 февраля 2010, Саванна) — эстонско-американский композитор, дочь эстонского композитора Рудольфа Тобиаса; дирижёр Леонард Бернстайн говорил о ней как о женщине-композиторе, которая «смеет быть оригинальной и музыкальной одновременно — в то время как все мужчины вокруг бегают и сочиняют интеллектуальные какофонии». Её произведения исполнялись на крупных концертных площадках как в США и Канаде, так и в Европе.

## Биография
Хелен Тобиас-Дуесберг родилась 11 июня 1919 года в Сууре-Яани, городе в центральной части Эстонии в уезде Вильяндимаа (по другим данным — в американском Нью-Йорке). Она была младшей дочерью эстонского композитора и органиста Рудольфа Тобиаса, родившейся через семь месяцев после смерти отца в Берлине. Она изучала музыкальную композицию в Таллиннской консерватории, которая теперь известна как Эстонская академия музыки и театра под руководством Артура Каппа и Хейно Эллера. Окончила консерваторию в качестве органиста в 1943 году. Позже она училась в Берлинской высшей школе музыки.
По несколько отличной версии, в 1926 году Хелен переехала в Эстонию из США — вместе со своей матерью — а в 1927 году начала учиться в Таллиннской государственной консерватории, после чего — в 1943 году — окончила школу в качестве органиста.
Во время Второй мировой войны она познакомилась со своим будущим мужем Уильямом Дюесбергом — журналистом, который неоднократно подвергался тюремному заключению за написание статей и памфлетов, критикующих Адольфа Гитлера и нацистское руководство. Вскоре после окончания войны Уильямом умер от сердечного приступа — это произошло непосредственно в зале суда в Штутгарте, где он готовился дать показания против нескольких нацистских военных преступников.
После смерти мужа, в 1951 году, Тобиас-Дюесберг переехала из Эстонии, которая тогда являлась частью Союза Советских Социалистических Республик (СССР), через океан — в Соединенные Штаты Америки (США). После своего переезда она начала сочинять музыку и выступать в ряде церквей в Нью-Йорке и окрестностях; кроме того она была и музыкальным педагогом. В те годы она создавала камерные, вокальные и симфонические пьесы — самой известным из которых, пожалуй, является Реквием. Реквием Тобиас-Дюесберг был создан для оркестра, смешанного хора и солистов.
Во время Движения за гражданские права в США она играла на органе в Баптистской церкви Дружбы в нью-йоркском районе Гарлем: в этот период преподобный Мартин Лютер Кинг служил в той же церкви в качестве приглашенного проповедника.
В тот же период Хелен Тобиас-Дуесберг сочиняла сонаты для скрипки и виолончели, струнные квартеты, песенные циклы, концерты и множество хоровых произведений. В результате, её композиции стали исполнять на крупных концертных площадках как в США и Канаде, так и в Европе. Они также звучали на фестивалях в Аспене, Равинии и Сполето.
Во время «культурной реакции» против классической музыки в 1960-х и 1970-х годах, американский дирижёр Леонард Бернстайн говорил о Тобиас-Дуесберг как женщине-композиторе, которая «смеет быть оригинальной и музыкальной одновременно — в то время как все мужчины вокруг бегают и сочиняют интеллектуальные какофонии» (dares to be original and musical at the same time, while all the men run around writing intellectual cacophon).
Хелен Тобиас-Дюесберг умерла 4 февраля 2010 года в американском городе Саванна в штате Джорджия, в возрасте 90 лет. Могила Хелен Тобиас-Дюсберг находится на кладбище Кулламаа в волости Ляэне-Нигула в составе уезда Ляэнемаа в Эстонии.
Незадолго до её смерти в Таллине, в церкви Святого Карла, состоялся концерт посвящённый её девяностолетию «Helen Tobias-Duesberg 90». Работы самой Хелен Дуесберг — а также её отца Рудольфа Тобиаса и Хуго Лепнурма — были исполнены женским хором выпускников Таллиннского технического университета и Концертным хором церкви Святого Карла.

## Произведения
В качестве композитора Хелен Тобиас-Дуесберг написала много инструментальной музыки, произведений для органа и фортепианных произведений, а также — сольных и хоровых песен. Кроме того она активно редактировала и аранжировала творения своего отца — композитора Рудольфа Тобиаса.
Наследие Хелен Тобиас-Дюесберг весьма разнообразно: в него входят как «народные баллады» (Ballaade orkestrile), основанные на фольклорных традициях эстонцев и финнов, так и концертные пьесы для виолончели и камерного оркестра. В основном же она писала для камерную музыкальные произведения: «корааль-прелюдия» (Koraal-prelüüdid) для скрипки, виолончели и фортепиано; секстет для латунных инструментов; сонаты для скрипки, виолончели и фортепиано; струнные квартеты; трио для скрипки, флейты и фортепиано; и так далее.